# Episodi di Chowder - Scuola di cucina (terza stagione)
La terza stagione della serie animata Chowder - Scuola di cucina, composta da 9 episodi, è stata trasmessa negli Stati Uniti, da Cartoon Network, dal 15 ottobre 2009 al 7 agosto 2010.
In Italia è stata trasmessa su Cartoon Network dal 10 luglio 2010.
| n° | Titolo originale                  | Titolo italiano                      | Prima TV USA     | Prima TV Italia |
| -- | --------------------------------- | ------------------------------------ | ---------------- | --------------- |
| 1a | Hands on a Big Mixer              |                                      | 15 ottobre 2009  |                 |
| 1b | The Blast Raz                     |                                      | 5 novembre 2009  |                 |
| 2a | The Spookiest House in Marzipan   | La terrificante casetta di marzapane | 22 ottobre 2009  |                 |
| 2b | The Poultry Geist                 | L'esorpollo                          | 29 ottobre 2009  |                 |
| 3a | The Apprentice Scouts             | Gli scout apprendisti                | 12 novembre 2009 |                 |
| 3b | The Belgian Waffle Slobber-Barker | Fasstone belga da combattimento      | 19 novembre 2009 |                 |
| 4a | A Little Bit of Pizzazz!          | Un po' di Pizzazz                    | 3 dicembre 2009  |                 |
| 4b | The Birthday Suits                |                                      | 10 dicembre 2009 |                 |
| 5a | The Heist                         | Colpo grosso                         | 7 gennaio 2010   |                 |
| 5b | The Prank                         | Lo scherzo                           | 14 gennaio 2010  |                 |
| 6a | Old Man Thyme                     |                                      | 21 gennaio 2010  |                 |
| 6b | Chowder's Magazine                |                                      | 28 gennaio 2010  |                 |
| 7a | Weekend at Shnitzel's             |                                      | 4 marzo 2010     |                 |
| 7b | Taste Buds                        |                                      | 11 marzo 2010    |                 |
| 8a | Gazpacho!                         |                                      | 18 marzo 2010    |                 |
| 8b | The Toots                         |                                      | 5 aprile 2010    |                 |
| 9  | Chowder Grows Up                  | Chowder cresce                       | 7 agosto 2010    |                 |

## Chowder cresce
Mung Daal sta insegnando a Chowder come cucinare i Fiamburger, degli hamburger esplosivi che se ricevono un contatto tra di loro, scoppia tutto. Chowder immagina i due panini come due sposi e fa finta di farli baciare, facendo esplodere tutto e finendo all'ospedale. Mung gli dice di migliorare, perché non può essere un apprendista per sempre, ma Chowder non vuole. Rimandati a casa dopo essere stati curati, Mung gli riferisce anche di crescere, ma Chowder ha un piano per evitare questa cosa: Cantare. Dopo aver cantato, si accorge di essere diventato molto più grande e con una voce più profonda, e Mung gli spiega che ha cantato per 20 anni. Chowder è triste per ciò, e Mung lo porta a vedere cosa è accaduto ai suoi amici durante questi 20 anni. Vediamo Shnitzel che si è sposato con Endive, Gazpacho essere diventato una star di grande successo capace di fare molte cose, Gorgonzola essere un Amministratore Delegato di un'azienda di candele e Panini una fornaia di muffin e Mung Daal e Truffles andare in pensione. Alla fine dell'episodio, vediamo anche Chowder e Panini sposarsi e avere 50 figli.